# Dejobaan Games
Dejobaan Games est un studio de développement de jeux vidéo américain fondé en 1999.

## Historique
Dejobaan Games a été fondé par Ichiro Lambe en 1999.
L'entreprise développe de jeux sur Palm OS puis, en 2005, commence à développer des sharewares pour PC. À partir de 2008, elle produit plusieurs titres remarqués dont The Wonderful End of the World et AaaaaAAaaaAAAaaAAAAaAAAAA!!! - A Reckless Disregard for Gravity.

## Style de jeux
Dejobaan Game est un développeur indépendant connu pour ses gameplays expérimentaux. Parmi ses inspirations, Ichiro Lambe cite les jeux musicaux de Philip Price et Gary Gilbertson sur Atari 800 et le jeu Starsiege: Tribes.

## Ludographie
- MarbleZone (1999)
- BlockHopper (2000)
- QuadBlast (2001)
- MixMatch (2001)
- BrainForge (2001)
- TapDown (2001)
- DejobaanBebop (2002)
- BrainBop (2004)
- Inago Rage (2005)
- Epidemic Groove (2005)
- TapDown Two (2005)
- Klectit (2007)
- The Wonderful End of the World (2008)
- AaaaaAAaaaAAAaaAAAAaAAAAA!!! - A Reckless Disregard for Gravity (2009)
- AaaaaAAaaaAAAaaAAAAaAAAAA!!! (Force = Mass x Acceleration) (2011)
- AaaaaAAaaaAAAaaAAAAaAAAAA!!! for the Awesome (2011)
- Monster Loves You! (2013)
- 1... 2... 3... KICK IT! (Drop That Beat Like an Ugly Baby) (2014)
- Drunken Robot Pornography (2014)
- Elegy for a Dead World (2014)
- Caaaaardboard!!!! - Aaaaa! Cardboard Edition! (2014)
- Tick Tock Bang Bang (2016)
- 20 Minute Metropolis (2020)
- T-Minus 30 (2021)
- Monster Loves You Too! (2023)
- Million Monster Militia (2024)

## Distinctions
- Independent Games Festival 2010 : finaliste dans la catégorie Excellence in Design pour AaaaaAAaaaAAAaaAAAAaAAAAA!!! - A Reckless Disregard for Gravity[4]
- Independent Games Festival 2014 : mention honorable dans la catégorie Nuovo Awards pour Elegy for a Dead World[5]
- Independent Games Festival 2015 : finaliste dans la catégorie Nuovo Awards pour Elegy for a Dead World[6]